# 오버볼파흐 수학 연구소

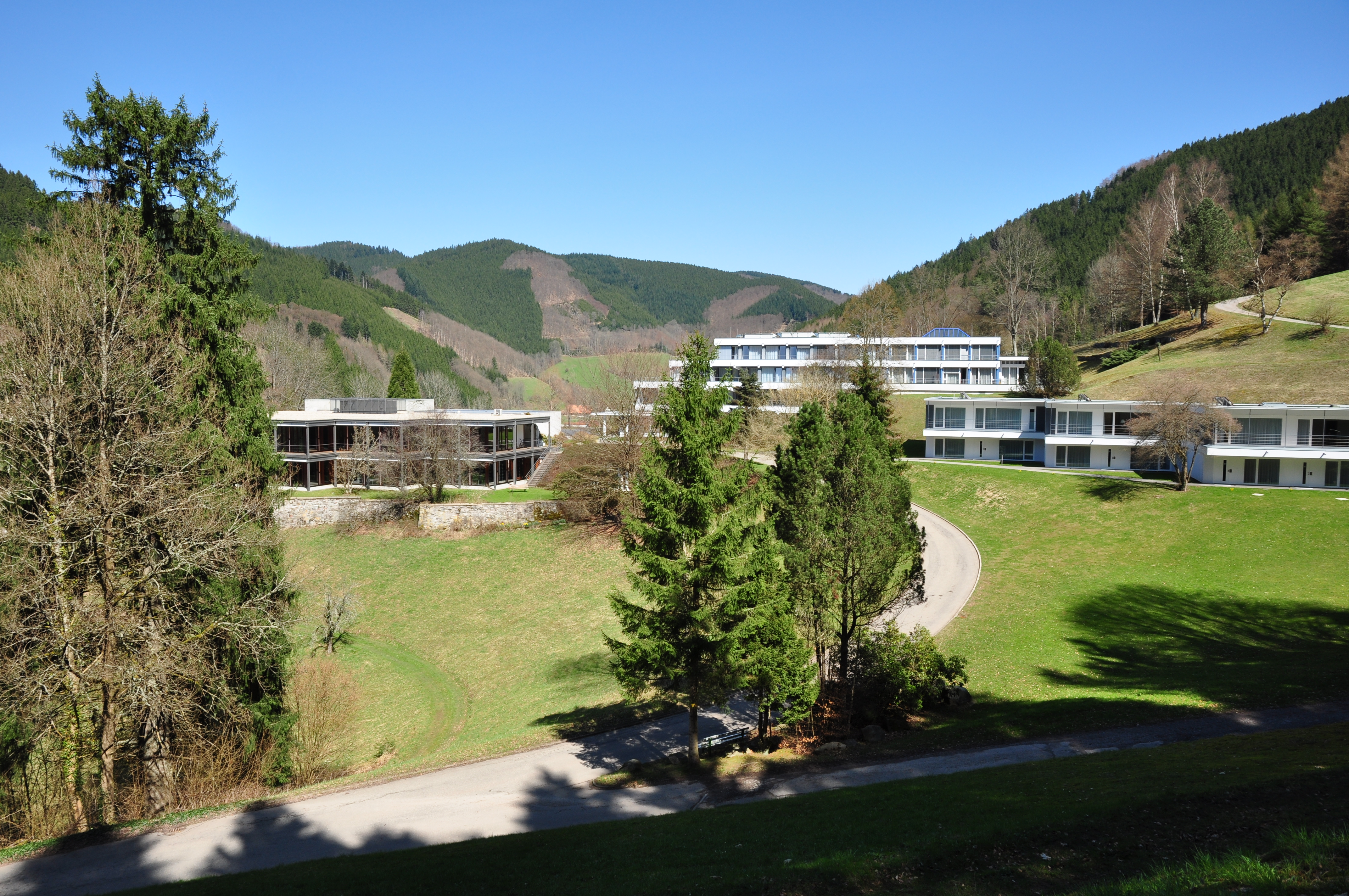
오버볼파흐 수학 연구소

오버볼파흐 수학 연구소(독일어: Mathematisches Forschungsinstitut Oberwolfach)는 독일 바덴뷔르템베르크주 오버볼파흐에 있는 수학 연구소이다. 1944년 9월 수학자 빌헬름 쥐스가 설립하였다. 전세계에서 수학자와 과학자가 공동 연구를 하고 있으며 다양한 주제에 매주 워크숍이 열리고 있다.
연구소는 주로 독일 연방 교육 연구부와 바덴뷔르템베르크주에서 자금을 지원하는 라이프니츠 협회의 회원이다.
1991년 1월 28일 메르세데스 벤츠에서 보낸 보이 곡면의 상징적인 상이 연구소 앞에 설치되었다.